# Apostolska nunciatura v Sierra Leonu
Apostolska nunciatura v Sierra Leonu je diplomatsko prestavništvo (veleposlaništvo) Svetega sedeža v Sierra Leonu.
Trenutni apostolski nuncij je George Antonysamy.

## Seznam apostolskih nuncijev
- Johannes Dyba (25. avgust 1979–1. junij 1983)
- Romeo Panciroli (6. november 1984–18. marec 1992)
- Antonio Lucibello (1996–27. julij 1999)
- Alberto Bottari de Castello (18. december 1999–1. april 2005)
- George Antonysamy (20. september 2005–danes)